# Joconde jusqu'à cent
Joconde jusqu'à cent : 99 (+1) points de vue sur Mona Lisa est un recueil de Hervé Le Tellier publié en 1998 aux éditions Le Castor astral  (ISBN 2-85920-329-X). Il s'agit d'une version très augmentée de Un sourire indéfinissable : Mona Lisa, dite la Joconde, sous 53 jours différents, paru en 1996. Une suite, intitulée Joconde sur votre indulgence : 100 nouveaux points de vue sur Mona Lisa, a été publiée en 2002 chez le même éditeur  (ISBN 2-85920-475-X). En 2012, puis en 2019, les deux ouvrages ont été réunis en un seul volume sous le titre Joconde jusqu'à cent : et plus si affinités  (ISBN 978-2-85920-888-2) ; on peut y lire une quinzaine, puis une trentaine de nouveaux points de vue

## Résumé
Hommage aux Exercices de style de Raymond Queneau, prédécesseur de l'auteur à l'Oulipo, ce recueil nous offre une centaine de points de vue sur le célèbre tableau de Léonard de Vinci, La Joconde. Ces textes humoristiques et parodiques sont caractéristiques de la création oulipienne.
Ils sont repris et mis en scène dans plusieurs spectacles,.

## Les points de vue proposés
On pourra lire le point de vue… de Zazie, du médecin, du professeur d’anglais, du logicien, du docteur Lacan, des policiers, de l’amoureux éconduit, de Mlle Mona, de Radio Londres, du légiste, de Jean Lescure, de l’anonymographe, du professeur de français, du pizzaiolo à domicile, du mathématicien booléen, du morpho-psychologue, de Sherlock Holmes, de Mme Marguerite D., de l’enfant, de la mère juive, de l’obsédé sexuel, du moraliste élémentaire, (autre), de l’octosyllabiste, de l’étranger, du sataniste, du directeur Roubaud, du macho en terrasse, de l’avocat, de l’aveugle, du joueur des « sept erreurs », du dragueur, de la coiffeuse, d’Œdipe, du gardien, de Louis-Ferdinand Céline, du trader, de l’internaute, du recruteur, du restaurateur touristique, du frère corse, du commentateur sportif, du cruciverbiste, du chansonnier, du jeune de banlieue, de l’erratum, du conducteur irascible, du Commandant Cousteau, de l’expert, du gloseur, de l’amateur de charades, du poilu, du grand-singe, de la vioque, du penseur, de l’amateur de jeux télévisés, de l’envoyeuse de carte postale, du bouleur de neige, de la petite annonceuse, du petit annonceur, du répondeur téléphonique, du publicateur judiciaire, de Jules César, du fabuliste, de Ben, du petit Nicolas, du postier, du boulevardier, de l’abonnée aux enterrements, de l’amateur de puzzles 1000 pièces, de Joe Brainard, de Jacques Prévert, du prophète, de Rocambole, du boute-en-train, du programmeur, d’Alice à travers le miroir, de l’épitapheur, de la cantatrice, du tonton flingueur, du pilier de bistrot, de Bernard Pivot, du nécrologue, de l’amant, du mode d’emploi, du générique de cinéma v.o., du haïkuiste nippon, du contrôleur qualité, de la baigneuse, de la maman, de Georges Perec, du détecteur de mensonges, de Béru, de Jay, barman, de l’amateur d’échecs, du zappeur, du sondeur, du grand rhétoriqueur, de l’éditeur, du lecteur lui-même.